# Xã Springfield, Quận Montgomery, Pennsylvania
Xã Springfield (tiếng Anh: Springfield Township) là một xã thuộc quận Montgomery, tiểu bang Pennsylvania, Hoa Kỳ. Năm 2010, dân số của xã này là 19.418 người.